# Međuljudski odnosi
Međuljudski odnosi su uzajamni, neposredni odnosi na raznim područjima društvenog života pojedinih osoba ili skupina. Raznim oblicima socijalne interakcije mogu se odvijati na verbalnoj ili neverbalne komunikacije, a po rezultatima mogu biti uspešni ili neuspešni, zadovoljavajući ili nezadovoljavajući.